# 3DO
3DO var namnet på flera TV-spelskonsoler släppta 1993 och 1994 av företagen Panasonic, Sanyo och Goldstar. Konsolerna släpptes med samma specifikationer utarbetade av The 3DO Company. 
Konsolen hade ganska avancerade specifikationer för tiden: en 32-bit RISC-processor, två hjälpprocessorer för grafik, en 16-bit DSP-processor och en matematisk hjälpprocessor. Spelen låg på CD och 3DO kunde utöver spelen spela musik-CD, visa Photo-CD och Video-CD (med ett MPEG-tillägg som endast var marknadsförd i Japan). 
Det utvecklades inte så många spel till konsolen, vilket till största del berodde på att spelkonsolen var ganska dyr, runt 6 000 svenska kronor i Sverige, och att konkurrensen vid den tiden var hård.
Enheten har ett operativsystem som har många likheter med AmigaOS.

## Specifikationer
- 32-bit 12,5 MHz RISC-processor (ARM60) skapad av Advanced RISC Machines.
- Matematisk hjälpprocessor.
- 32kb SRAM.
- True color 640x480 pixlar upplösning.
- 16,7 miljoner färgnyanser.
- Två grafiska hjälpprocessorer med möjlighet att skapa 9-16 miljoner pixlar per sekund (36-64 miljoner pixlar per sekund interpolerat).
- Med möjlighet att förvanska, skala och rotera texturer.
- 2x cd-ROM-avläsning (300 kbit/s dataöverföring) med 32 kilobyte RAM-buffert. CD-läsarens hastighet skiljde sig något mellan konsoltillverkarna.
- 32-bits operativsystem med stöd för multitaskning.
- 36 separata DMA-kanaler för att bearbeta data snabbt.
- 16-bit stereofoniskt ljud i 44,1 kHz samplingsfrekvens.
- Stöd för Dolby surround.
- 16-bit DSP.
- 2 megabytes RAM-minne.
- 1 megabyte Video-RAM.
- 2 expansions-portar.

### Fotnoter
1. ↑  ”3DO” (på engelska). Ultimate Console Database. Arkiverad från originalet den 24 augusti 2016. https://web.archive.org/web/20160824232805/http://ultimateconsoledatabase.com/golden/3do.htm. Läst 22 januari 2017.